# The Bewitching Miss Bassey
The Bewitching Miss Bassey è un album in studio di Shirley Bassey. Composto da materiale nuovo e precedentemente pubblicato, questo fu il primo album della Bassey ad essere pubblicato con il formato da 12" Long-record. Le tracce furono tratte da sessioni registrate tra il 1956 e l'inizio del 1959. Tutte le canzoni furono registrate nel Regno Unito con Wally Stott and his Orchestra, con la produzione di Johnny Franz. L'unica eccezione fu "The Wall", registrata a New York con Jimmy Carroll e la sua orchestra e prodotto da Mitch Miller. Include le prime cinque canzoni di successo di Bassey, tra cui il singolo numero uno del 1958 "As I Love You" e la hit "Kiss Me, Honey Honey, Kiss Me". L'album mette in mostra il meglio della prima parte della carriera di Shirley Bassey. Tutte le canzoni furono registrate solo in mono, non sono note versioni stereo. Negli anni '70 la Philips li ripubblicò con un formato stereo "potenziato elettronicamente" (noto anche come "pseudo-stereo"). L'album fu ristampato negli Stati Uniti attraverso l'etichetta Epic con diverse copertine. Sebbene questo album non sia stato pubblicato indipendentemente su CD, fu incluso nella sua interezza nella raccolta di quattro CD intitolata Five Classic Albums Plus Bonus Singles del 2012.

## Tracce
Lato A
1. "Burn My Candle" (Ross Parker) (uscita precedentemente nel 1956)
2. "Night and Day" (Cole Porter)
3. "Crazy Rhythm" (Irving Caesar, Joseph Meyer, Roger Wolfe Kahn)
4. "The Wall" (Oramay Diamond, Clyde Otis, Dave Dreyer)
5. "The Banana Boat Song" (Traditional) (Arrangiamento: Erik Darling, Bob Carey, Alan Arkin) (uscita precedentemente nel 1957)
6. "The Gypsy in My Soul" (Clay Boland, Moe Jaffe)
7. "Love for Sale" (Cole Porter)

Lato B
1. "From This Moment On" (Cole Porter) (uscita precedentemente nel 1958)
2. "Kiss Me, Honey Honey, Kiss Me" (Al Timothy, Peter Warne)
3. "You, You Romeo" (Fred Elton) (uscita precedentemente nel 1957)
4. "My Funny Valentine" (Richard Rodgers, Lorenz Hart)
5. "How About You?" (Burton Lane, Ralph Freed)
6. "Fire Down Below" (Ned Washington, Lee Lester) (uscita precedentemente nel 1957)
7. "As I Love You" (Jay Livingston, Ray Evans) (uscita precedentemente nel 1958)

## Staff
- Shirley Bassey - voce
- Wally Stott and his Orchestra - arrangiatore, direttore
- Jimmy Carroll e la sua orchestra - arrangiatore, direttore